# Fathia Absie
Fathia M. Absie, en arabe : فتحية إبسيآ, est une femme de lettres, productrice, actrice et cinéaste somalo-américaine.

## Biographie
Fathia Absie a été travailleuse sociale aux département du travail et de la famille de l'Ohio (en) à Columbus, journaliste à Voice of America, puis productrice de documentaires.
En 2013, elle rejoint ECHO, une organisation non gouvernementale engagée dans l'aide aux communautés de migrants.
Elle publie, en 2014, un roman graphique, The Imperceptible Peace Maker.

## Filmographie
La filmographie de Fathia Absie comprend les films suivants :
- 2011 : Broken Dreams
- 2015 : The Lobby
- 2016 : A Stray